# Smermisia
Smermisia is een geslacht van spinnen uit de familie hangmatspinnen (Linyphiidae).

## Soorten
De volgende soorten zijn bij het geslacht ingedeeld:
- Smermisia caracasana Simon, 1894
- Smermisia esperanzae (Tullgren, 1901)
- Smermisia holdridgi Miller, 2007
- Smermisia parvoris Miller, 2007
- Smermisia vicosana (Bishop & Crosby, 1938)